# تأیید توییتر
تأیید توییتر (انگلیسی: Twitter verification) شیوه ای است که برای تأیید اعتبار هویت دارندگان حساب در شبکه اجتماعی اکس در نظر گرفته شده است.
از نوامبر ۲۰۲۲، کاربران اکس (توییتر سابق) که حداقل ۹۰ روز از عمر حسابشان گذشته و یک شماره تلفن تأیید شده از آنها دریافت شده، در صورت داشتن اشتراک پولی، یک نشان آبی رنگ دریافت می‌کنند که نشانگر اصالت حساب آنهاست. این ترتیب تا زمانی که اشتراک به صورت فعال ادامه دارد، باقی است. برای سازمانهای دولتی و غیردولتی نیز ترتیبات مشابهی در نظر گرفته شده است.
در ژوئن ۲۰۰۹ هنگامی که این شیوه معرفی شد، ابزاری در اختیار کاربران شبکه قرار گرفت تا بتوانند حساب‌های معتبر سرشناس را از حساب‌های زاپاس تمیز دهند.
تا نوامبر سال ۲۰۲۲ نشان تأیید آبی رنگی که در کنار نام حساب نمایش داده می‌شد مؤید آن بود که شبکه ایکس اقداماتی را برای حصول اطمینان از صحت هویت مدعی حساب انجام داده است. البته تأیید هویت حساب به معنی تأیید محتوای مطالب نبود. با این حال در زبان روزمره معمولاً تأیید شدگی حساب توسط کاربران شبکه بازگو می‌شد.
در نوامبر ۲۰۲۲، شیوه راستی‌آزمایی توسط مالک جدید شبکه یعنی الون ماسک تغییر داده شد و علاوه بر حسابهای سرشناس، نشان آبی به همه حسابهای غیر رایگان که دارای شماره تلفن بوده و ۹۰ روز از عمرشان می‌گذشت، تعلق گرفت. این تغییرات از سوی کاربرانی که معتقد بودند تغییرات جدید باعث سهولت جعل هویت می‌شود، با انتقاداتی مواجه شد. به دنبال این انتقادات شبکه اکس نشانهای طلایی و خاکستری را معرفی کرد که به ترتیب توسط سازمان‌های تأیید شده و حساب‌های وابسته به دولت قابل استفاده اند.
کاربران توییتر که از طریق سیستم قبلی تأیید شده بودند، به عنوان حساب‌های «تأیید شده قدیمی» شناخته می‌شدند؛ تأیید قدیمی در آوریل ۲۰۲۳ منسوخ شد و نشان تأیید از حساب‌های رایگان سلب شد. ماسک بعداً افشا کرد که شخصاً برای چند حساب سرشناس متعلق به دیگران حق اشتراک پرداخت کرده است.

## یادداشت
1. ↑  «اکس» در کنار اشتراک رایگان، چند نوع اشتراک پولی نیز به کاربران ارائه می‌دهد که اصطلاحاً Premium {به معنی تضمینی} نامیده می‌شوند